# Микроизмена
Микроизме́на применительно к романтическим отношениям — это нарушение верности в любви или в супружестве посредством усиленного и намеренного проявления внимания к другому человеку в социальных сетях или с помощью иных способов интернет-коммуникации.
Появление термина относится к 2004 году, однако в научный оборот его ввел профессор психологии австралийского Университета Нового Южного Уэльса Мартин Графф лишь в начале 2018 года. Широкое распространение термин приобрел примерно в это же время, после выхода статьи американской журналистки Мелани Берлиет «33 вида микроизмен, которыми пользуется твой парень (и выходит сухим из воды)» на сайте Thought Catalog.

## Виды микроизмен
Социологи, психологи и исследователи медиа до сих пор не сошлись во мнении, что относить к микроизменам. Однако большинство из них выделяют следующие виды этого явления:

### Секстинг
Этот вид микроизмены — наиболее однозначный из всех перечисленных. Как эксперты, так и Интернет-пользователи практически единогласно относят секстинг не только к микро-, но и к полноценным изменам.

### Двусмысленное использованиеэмодзив переписке
По мнению Мартина Граффа, только использование «романтически заряженных» эмодзи стоит относить к микроизменам. Однако он не конкретизирует, какие эмодзи следует рассматривать как таковые.
Амелия Абрахам, писатель и журналист издания The Guardian, рекомендует вообще не использовать эмодзи в общении с симпатизирующим вам человеком, если у вас уже есть партнер. Более того, она называет три эмодзи, которые точно содержат дополнительный, сексуализированный смысл. Это — «подмигивающее лицо», «баклажан» и «машу рукой».

### Лайкии комментарии
Этот вид микроизмены эксперты считают наиболее неоднозначным и сложным для анализа: разнообразие и непредсказуемость стратегий поведения Интернет-пользователей требует рассмотрения каждого отдельного случая.
Во-первых, большую роль играет интенсивность проставления лайков и комментирования. Так, если один партнёр регулярно лайкает фотографии привлекательных пользователей в социальных сетях, то второму стоит расценивать это как микроизмену, говорит Мартин Графф.
Во-вторых, важно время проявления такой активности: если это происходит ночью, то это микроизмена. Если днём, то нужно смотреть на обстоятельства.
В-третьих, важное значение имеет время опубликования фотографий или постов, которые партнёр лайкает или комментирует. Амелия Абрахам считает, что лайкать фотографии, опубликованные более недели назад, недопустимо, поскольку это свидетельствует о том, что пользователь лайкнул это фото намеренно, а не просто потому что он лайкает всех подряд. Подобное действие она называет «глубоким лайком».

### Поддержание активности на сайтах или вприложениях для знакомств
Эксперт по романтическим отношениям Лейла Коллинз считает этот вид микроизмены самым серьёзным. В опросе экспертов, проведенном Би-би-си, Коллинз не ограничивается предложенной пятибалльной шкалой «неверности» и присуждает таким действиям максимальный рейтинг 10:
|  | Это жестоко и недопустимо. Это уже не микро-, а полноценная измена. Зачем вам общаться с кем-то еще, если вы состоите в отношениях? Я считаю все переписки, которые вы не раскрываете своему партнеру, неверностью. Без исключений. |

Ее поддерживает американская журналистка и автор нескольких книг об истории романтических отношений Ники Ходжсон:
|  | Не удалять профили на сайтах знакомств в Интернете – это совершенно непростительно. |

### Поддержание связи с бывшим или бывшей
К этому виду микроизмены относится любая связь с предыдущим партнером. Она может выражаться в виде лайков, комментариев, полноценного общения в Интернете или с помощью телефонных разговоров, а также в виде подписки на аккаунт бывшего партнера в социальных сетях.

### Другие виды
Отсутствие официального определения понятия «микроизмена» и его словарного закрепления привело к расширению его содержания. Так, некоторые эксперты и исследователи относят к микроизменам и действия, не связанные с Интернет-коммуникацией, например:
- флирт с коллегой по работе
- использование яркого макияжа и откровенной одежды для привлечения внимания человека, с которым ты не состоишь в отношениях[12]
- хранение какой-либо вещи, напоминающей о предыдущих отношениях
- давать большие чаевые официанту или официантке за привлекательность[3]
- снимать обручальное кольцо перед выходом в свет[5]

## Споры вокруг понятия «микроизмена»
Основатель центра по лечению сексуальной и наркотической зависимости Seeking Integrity Роберт Вайсс считает, что микроизмена — это понятие, смысл которого для каждой пары разный.
«Одни и те же действия могут быть как неверностью для одной пары, микроизменой для другой пары, и вовсе не проблемой для третьей. Например, некоторые считают, что флирт — это нормально, другие называют это микроизменой, а для третьих это самая настоящая измена».
По его мнению, все ситуации следует рассматривать по отдельности. Поэтому однозначное подведение каких-либо действий под категорию микроизмены заведомо неправильно.
Аналогичного мнения придерживается психотерапевт Адриана Имж. Она считает, что лайк — это просто проявление внимания, «примерно как поворот головы».
С ними соглашаются и многие интернет-пользователи. По данным опроса издания Insider, лайки и комментарии в социальных сетях для большинства людей — не микроизмена. Так, некоторые считают это хорошей возможностью выразить поддержку или помочь человеку повысить самооценку.
Это подтверждают и результаты масштабного опроса на сайте BuzzFeed. Так, подписку на бывших партнёров в социальных сетях только 3 % опрошенных определенно называют изменой, а активное общение с ними — 14 %.
Кроме того, всего 2 % респондента считают, что быть подписанным на множество аккаунтов привлекательных инфлюенсеров (влиятельных медийных личностей) и моделей и лайкать их фотографии — это измена.
Психотерапевт Анна Нечаева считает, что использование слова «измена» в отношении настораживающего поведения партнера едва ли корректно. По мнению врача, «микроизмен» как таковых не существует — есть только предвестники настоящих измен, которые некоторые люди, особенно очень ревнивые, ищут в социальных сетях: «Лайки, подписки и чаты сложно считать объективными признаками отчуждения, ко всему нужен индивидуальный подход. Из всех признаков микроизмен только наличие условного тиндера кажется мне реальным поводом для беспокойства».

## Микроизмены вкинематографе
Изображение разных видов микроизмен — от лайков до секстинга — нередко можно увидеть в кинематографе. Эта тема поднимается в таких фильмах, как 
- Отличница легкого поведения
- Нация убийц
- Идеальные незнакомцы
- Верность
- Эпизод Бросок гадюки телесериала Чёрное зеркало
- Сплетница
- 13 причин почему
- Ривердейл